# Dance with Me (DJ Bobo-album)
Dance with Me var debutalbumet av den schweiziske artisten DJ Bobo. Albumet släpptes den 7 oktober 1993.

## Låtlista
1. Intro	0:45
2. Somebody Dance With Me	3:31
3. Take Control	4:28
4. Everybody	3:53
5. Keep On Dancing	3:32
6. I Want Your Body	4:52
7. Uh Uh	4:23
8. Let's Groove On	3:00
9. Somebody Dance With Me (Italian Mix) Remix – Dakeyne, Robyx 5:21
10. Music	4:34
11. Move Your Feet	3:45
12. Keep On Dancing (12" New Fashion Mix)	6:07
13. Somebody Dance With Me (DMC Remix) Remix – Dakeyne 3:54
14. Bobo ID "1"	0:07
15. Bobo ID "2"	0:06